# サウリュス・ソンデツキス
サウリュス・ソンデツキス（Saulius Sondeckis、1928年10月11日シャウレイ - 2016年2月3日）は、リトアニアの指揮者。サリウス・ソンデツキとも記される。

## 経歴
シャウレイに生まれ、ヴィリニュス音楽院でヴァイオリンを専攻した後、モスクワ音楽院で指揮をマルケヴィチに学ぶ。
1956年にチュルリョーニス芸術学校の児童オーケストラの指揮者となり、1960年にはリトアニア室内管弦楽団を創設し、2004年まで芸術監督兼首席指揮者をつとめる。同国の指揮者として初めてザルツブルク音楽祭に参加し、ベルリン・フィルハーモニー管弦楽団、ライプツィヒ・ゲヴァントハウス管弦楽団を指揮する。これらの業績によりソ連人民芸術家の称号を受けている。またヴィリニュス室内管弦楽団、ギリシャのオーケストラ・オブ・パトラスの設立に尽力した。1994年に創設されたエルミタージュ美術館オーケストラの芸術監督兼首席指揮者に就任、エルミタージュ音楽アカデミー財団の会長となる。2004年からモスクワ・ヴィルトゥオーゾ室内管弦楽団の首席客演指揮者に就任。また、トランペット奏者のセルゲイ・ナカリャコフとの協演でも知られる。
教育者としても後進の指導にあたり、リトアニア音楽大学教授、サンクトペテルブルク音楽院名誉教授をつとめた。